# Relações entre África do Sul e Índia
As relações entre África do Sul e Índia são as relações diplomáticas entre a República da África do Sul e a República da Índia. Estas relações tiveram início na década de 1990, após a extinção do regime do Apartheid no país africano. Desde então, ambos os países têm colaborado em diversas áreas, desenvolvendo alianças estratégicas cujo objetivo principal é o desenvolvimento econômico. Os dois países também são membros do BRICS e compõem, junto com o Brasil, o Fórum de Diálogo Índia-Brasil-África do Sul (IBAS).  

## História
O líder pacifista indiano Mahatma Gandhi obteve, na África da Sul, suas primeiras experiências com a desobediência civil por volta de 1890. Décadas depois, o governo indiano apoiou veladamente o Congresso Nacional Africano na luta contra o Apartheid, chegando até mesmo a suspender suas relações diplomáticas com a África do Sul.
Com o fim do Apartheid, e a eleição de Nelson Mandela, o governo indiano reatou suas relações com a África do Sul, promovendo uma interação cultural entre os dois países, através do cricket - esporte popular entre ambos os povos. Mandela, símbolo da resistência contra o Apartheid, recebeu do governo indiano o Prêmio Gandhi da Paz e a Bharat Ratna. 

## Áreas de cooperação
África do Sul e Índia desenvolveram fortes acordos energéticos. Em 2010, a índia importou 1,4 milhões de toneladas de carvão sul-africano, tornando-se líder mundial na compra deste produto. Entre 1993 e 2010, o comércio entres estes países saltou de 3 milhões de dólares para 10 bilhões, sendo posteriormente afetado positivamente pela entrada oficial da África do Sul no BRICS. Os dois países também cooperam em treinamento militar e troca de tecnologias de segurança. 